# Adam Ries
Adam Ries (o Risz) va ser un matemàtic alemany del segle xvi, autor de populars llibres de text matemàtics.

## Vida
Fill de Contz i Eva Ries, procedia d'una família rica, però no es coneix res de la seva infantesa ni de la seva educació. Sabem que el 1509 estava a Zwickau on el seu germà, Conradus, estudiava a la prestigiosa escola llatina de la ciutat. El 1515 la família vivia a Annaberg, però Adam es va establir definitivament el 1518 a Erfurt, on va estar treballant de reichenmeister (mestre de càlcul) i, tot i que no va estudiar a la universitat, va tenir nombrosos contactes amb acadèmics i humanistes. A Erfurt va escriure els seus dos primers llibres Rechnung auff der linihen (1518) i Rechenung auff der linihen vnd federn (1522).
El 1523 obté el càrrec d'enginyer i inspector de mines a la ciutat minera d'Annaberg de la que ja no es bellugarà, ocupant càrrecs cada cop més importants en l'administració minera local i on fundarà una prestigiosa escola de matemàtiques. El 1525 es casa amb Anna Leuber amb qui tindrà vuit fills, tres dels quals seran també mestres de matemàtiques.

## Obra
Per a fer-se una idea de la popularitat que van arribar a tenir els llibres d'Adam Ries, només cal dir que, encara avui en dia, hi ha una dita alemanya, Das macht nach Adam Ries (Això concorda amb Adam Ries), per a referir-se a un càlcul fet amb exactitud.
El seu llibre Rechenung auff der linihen va tenir més de 120 edicions fins al segle xvii. Els seus llibres, publicats en alemany, són de didàctica elemental de les matemàtiques i es van difondre per totes les naixents escoles parroquials que la Reforma Luterana havia propiciat. De fet, en van existir tres versions molt similars: la primera i la segona editades per primera vegada a Erfurt el 1518 i 1522 i una tercera editada per primer cop a Leipzig el 1550.
També va escriure un llibre d'àlgebra més avançada (un Coss, com s'anomenaven en aquella època els llibres d'àlgebra alemanys), però no el va publicar. Recentment s'ha descobert un manuscrit d'aquesta obra que ha estat publicat el 1992; és un llibre que està en la línia d'altres Coss de l'època com els de Michael Stifel o Christoph Rudolff.
Adam Ries és considerat el pare del càlcul modern, ja que ensenya a fer totes les operacions matemàtiques en la mateixa forma que s'ensenyen avui en dia a les escoles primàries.

## Curiositats

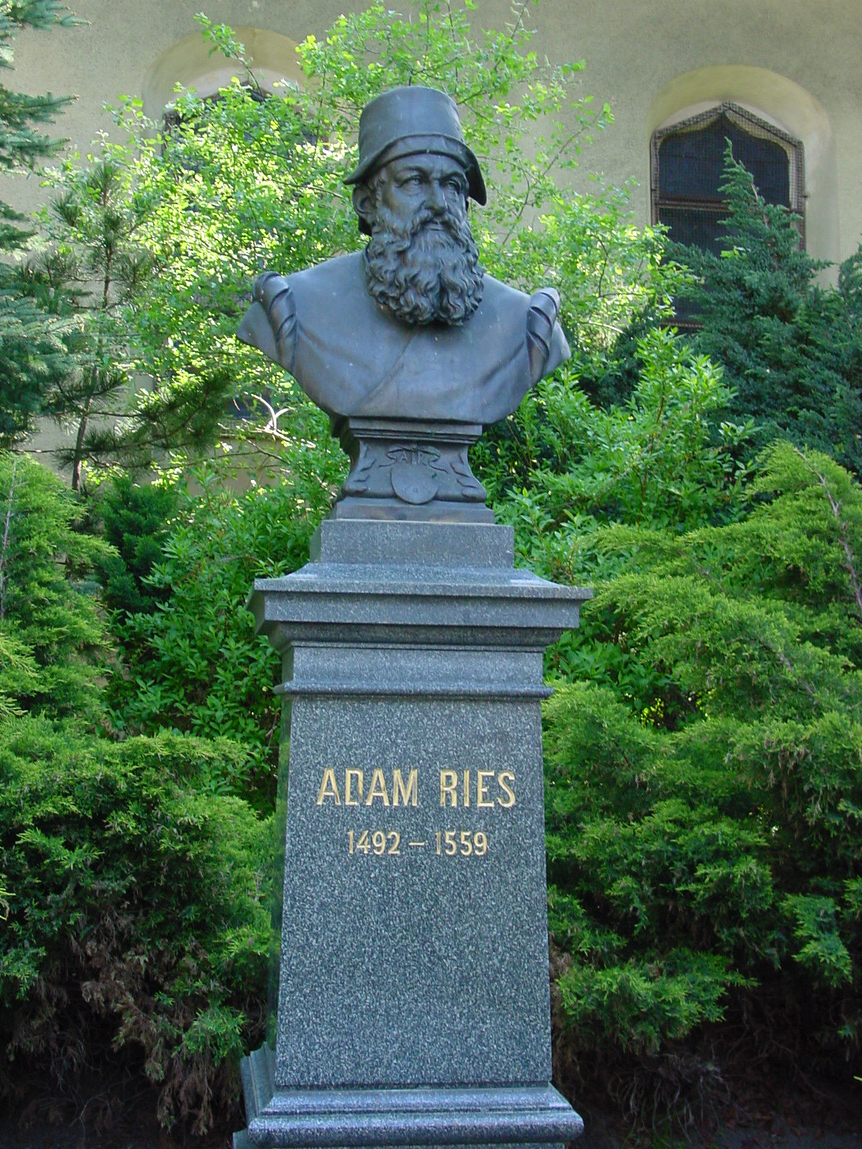
Monument a Adam Ries a Annaberg.

Existeixen monuments en el seu honor a Annaberg, Erfurt i altres localitats alemanyes. La seva casa a Annaberg encara es conserva i s'ha convertit avui en dia en el Museu Adam Ries, dedicat a la pedagogia de les matemàtiques.
La Adam Ries Bund (Associació Adam Ries) està catalogant tots els descendents d'Adam Ries vius actualment. El seu nombre és superior a 16.000 i continua creixent.
L'any 2009, el govern alemany va enviar al domicili d'Adam Ries una factura del Canon de Televisió al seu nom. Malgrat que el director del Museu (antic domicili d'Adam Ries) va informar de la mort del contribuent més de quatre-cents anys abans, el govern va tornar a enviar un nou requeriment amb amenaça d'embargament.
El servei postal alemany ha editat en dues ocasions segells de correus en la seva memòria.

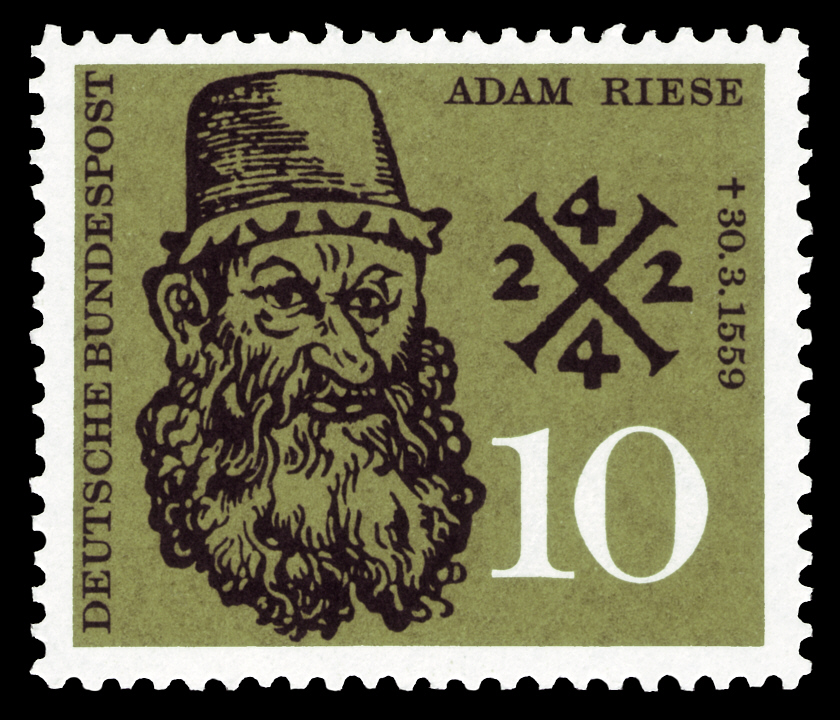
Segell commemoratiu dels 400 aniversari de la seva morts.